# Кирилл (Киприанов)
Кирилл Киприанов (1762—1817) — архимандрит Русской православной церкви.

## Биография
Родился в 1762 году в семье пономаря, «великороссиянин». В 1776 году поступил в Архангельскую духовную семинарию, по окончании курса в которой был 29 июня 1785 года Киприанов был оставлен в ней учителем.
Принял монашеский постриг 25 апреля 1791 года в Архангельском монастыре, на следующий день произведен во иеродиакона, 7 мая того же года во иеромонаха.
1 июня 1791 года Кирилл Киприанов был назначен игуменом Николо-Корельского монастыря (ныне находится на территории ПО Северное машиностроительное предприятие города Северодвинска). 29 октября 1798 года назначен присутствующим Архангельской духовной консистории. За время управления Корельским монастырем привел в порядок монастырские здания, пострадавшие особенно от пожара 26 мая 1798 года.
30 декабря 1800 года преосвященным архангельским епископом Аполлосом был переведен в полуразрушенный и запущенный архангельский монастырь и 27 февраля 1801 года был назначен учителем в Архангельской семинарии. Обиженный этим назначением, он обжаловал распоряжение епископа Аполлоса пред Священным Синодом. Пока шло дело, епископ скончался (1801).
Новый архангельский преосвященный Евлампий (Введенский) принял сторону Кирилла и представил его к возведению в сан архимандрита, а вместе к возведению в архимандрию и архангельского монастыря, бывшего третьеклассным. Священный Синод утвердил это представление; 8 ноября 1801 года Кирилл был возведен в архимандрита.
22 декабря 1801 года отец Кирилл был назначен префектом и учителем философии в Архангельской духовной семинарии. 12 февраля 1804 года переведен в Антониево-Сийский монастырь; в это время он уже был ректором семинарии и преподавал в ней богословие.
13 июня 1806 года архимандрит Кирилл был перемещен в Онежский Крестный монастырь, где и скончался  15 июня 1817 года.